# 杉本るみ
杉本 るみ（すぎもと るみ、1954年〈昭和29年〉3月10日 - ）は、日本の女性ナレーター、声優。本名、杉本 留美子（すぎもと るみこ）。滋賀県大津市出身。ヤマダックス所属。

## 人物
「やりたいことを見つけたくて」アナウンス専門学校に入学。専門学校卒業後、ラジオ番組でデビュー。KBS京都（旧近畿放送）ラジオ番組アシスタント、名古屋地区のテレビ・ラジオ番組で活躍後FM局ネットワークJFNの繋がりで活動拠点を東京に移しFM局パーソナリティーで活躍する。1990年にナレーション専門で行くための思いからシグマ・セブンに所属。1999年、ベルベットオフィス所属。2009年、ヤマダックス所属。
来宮良子の死後、生前担当していた番組のナレーション業の多くを引き継いでいる。

## ナレーター

### テレビドラマ
- 火曜ドラマゴールド（日本テレビ、2006年 - 2007年）オープニングナレーション
- エリートヤンキー三郎（テレビ東京、2007年）ナレーション
- 筆談ホステス（2010年、TBS）
- 信長のシェフ Part2（テレビ朝日、2014年）ナレーション
- 伝説の頭 翔（2024年、テレビ朝日） - オープニングナレーション

### CM
- グリコ協同乳業、アメリカブレンドアップル
- 任天堂、やわらかあたま塾
- 任天堂、だれでもアソビ大全
- 任天堂、まわしてつなげる タッチパニック
- 任天堂、もぎたてチンクルのばら色ルッピーランド
- 任天堂、Wiiでやわらかあたま塾
- 任天堂、見る力を実践で鍛える DS眼力トレーニング
- 任天堂、がんばる私の家計ダイアリー
- 任天堂、マリオパーティ8
- 任天堂、フェイスニングで表情豊かに印象アップ 大人のDS顔トレーニング
- 任天堂、Wii「Touch! Generations」編
- 任天堂、マリオパーティDS
- 任天堂、Wii「マリオ&ソニック AT 北京オリンピック」
- マテック、ラジオCM - 北海道ローカル。
- グラクソ・スミスクライン、カムテクト「シンク」編
- NTT東日本、フレッツ光、ラジオCM
- キャドバリージャパン、クロレッツ ICE
- ゴルフパートナー
- ユニチャーム
- 日立、高速道路交通システム「にぎやかな料金所」編
- ピップフジモト、ピップエレキバン「入浴」編
- ピップフジモト、ピップエレキバン「ステージ」編
- ピップフジモト、ピップエレキバン「レストラン」編
- ロッテ、アーモンドチョコレートクリスプ「猿に訊く」編

### テレビ
- さんま&所の大河バラエティ!超近現代史!人間は相変わらずアホか!?（日本テレビ）
- 中井正広のブラックバラエティ（日本テレビ）
- 謎を解け!まさかのミステリー（日本テレビ）
- ブラックワイドショー（日本テレビ）
- ルドイア☆星惑三第（日本テレビ）
- 上田と女が吠える夜（日本テレビ）
- 浜ちゃんと!⇒浜ちゃんが!（読売テレビ）
- 快傑熟女!心配ご無用（TBS）
- 明日使える心理学!テッパンノート（TBS）
- 紳助社長のプロデュース大作戦!（TBS）
- 爆笑問題のドッキリ パニックフェイス王⇒爆問パニックフェイス!⇒爆問パワフルフェイス!（TBS）
- 久米宏のテレビってヤツは!?（TBS）
- ブラマヨ衝撃ファイル 世界のコワ〜イ女たち（TBS）
- Kiss My Fake（TBSテレビ）
- やっちまったレジェンド（TBS）
- 月刊!検定パンチ（フジテレビ）
- 検定ジャポン（フジテレビ）
- 交通バラエティ 日本の歩きかた（フジテレビ）
- ザ・NIPPON検定（フジテレビ）
- 全国一斉!日本人テスト（フジテレビ）
- ニッポン インポッシブル（フジテレビ）
- 日本の歴史「クイズde聖徳太子」（フジテレビ）
- ほんとにあった怖い話（フジテレビ）
- ビューティーコロシアム（フジテレビ）
- お客様は王様かよ!（フジテレビ）
- 日曜ファミリア・日本のお宝を取りもどせ!（フジテレビ）
- 噂の現場急行バラエティー レディース有吉（関西テレビ）
- 今すぐ使える豆知識 クイズ雑学王（テレビ朝日）
- 決定!これが日本のベスト10⇒全国一斉○○テスト（テレビ朝日）
- GIRLS A GOGO!（テレビ朝日）
- 合格!日本語ボーダーライン（テレビ朝日）
- トリハダ 〜感じるボロ〜ン〜（朝日放送）
- トリハダ（秘）スクープ映像100科ジテン（テレビ朝日） 特番時代（第1回〈2010年3月25日〉 - 第5回〈2011年1月1日〉）
- ハジメちゃん〜あなたの大人年齢は?〜（テレビ朝日）
- コレ誰?!偉人伝 ナニした!?大調査団（テレビ朝日）
- 開運!なんでも鑑定団 （テレビ東京）「ご長寿お宝鑑定大会」「美人女将お宝鑑定大会」依頼人紹介
- 検索deゴー!とっておき世界遺産（NHK）
- 日めくりタイムトラベル（BS2）
- ドキュメント20min（NHK）
- 額縁をくぐって物語の中へ（BSプレミアム）
- @サプリッ!（日本テレビ）
- NNNきょうの出来事（日本テレビ）
- 衝撃スクープ裏のウラ 全部ホンモノ最強版（日本テレビ）
- NNN Newsリアルタイム（日本テレビ）
- news every.「エジプト特集」（日本テレビ）
- 総力報道!THE NEWS（TBS）
- ホムカミ〜ニッポン大好き外国人 世界の村に里帰り〜（MBS）
- 道浪漫（MBS）
- 古代エジプト三大ミステリー　天才考古学者ザヒ・ハワースの新発見!（フジテレビ）
- 中居正広の世界はスゲェ〜ココまで調べましたSP（フジテレビ）
- 日曜ファミリア 映っちゃった映像GP（フジテレビ）
- 奇跡の扉 TVのチカラ（テレビ朝日）
- 特捜!（テレビ朝日）
- MYエコロ（テレビ朝日）
- modern＋（テレビ朝日）
- 世界の衝撃映像グランプリ（テレビ朝日）
- ワイド!スクランブル（テレビ朝日）
- スーパーJチャンネル（テレビ朝日）
- 相葉マナブ（テレビ朝日）
- 列島警察捜査網 THE追跡（テレビ朝日）
- 驚きももの木20世紀（ABC）
- キラリ（ABC） - 窪田等の代理。
- たけしの健康エンターテインメント!みんなの家庭の医学（2013年 - 、ABC）
- 激録・警察密着24時!!（テレビ東京）
- 今夜解明!ミイラが暴く世界三大ミステリーツアー（テレビ東京）
- 新説!?日本ミステリー（テレビ東京）
- 決着!歴史ミステリー（テレビ東京）
- たけしのニッポンのミカタ!（テレビ東京）
- 土曜スペシャル（テレビ東京）
- 日曜ビッグバラエティ（テレビ東京）
- ロンブーの怪傑トリックスター（テレビ東京）
- 完全犯罪ミステリー→実録世界のミステリー（テレビ東京）
- 演歌の花道 新春スペシャル 2014年（テレビ東京）
- 世界の衝撃ストーリー（テレビ東京）
- 美の巨人たち（テレビ東京）
- 世界ナゼそこに?日本人（テレビ東京）
- 和田アキ子のニッポン爆笑珍道中!!高田マネージャー付き（中京テレビ）
- おしろツアーズ（東海テレビ）
- 水トク! 世界がビビる夜～UFO・宇宙人・謎の生物SP～（TBS）
- 大!天才てれびくん「乗りすけさん」（2011年 - 2014年、NHK Eテレ）
- 追跡LIVE! Sports ウォッチャー（テレビ東京）
- 私の働き方〜乃木坂46のダブルワーク体験!〜（フジテレビ）
- 初対面トークショー!! 内村カレンの相席どうですか（フジテレビ）
- バビブベボディ（2019年 - 2020年、NHK Eテレ）[3]

### ネット配信
- 竜兵会の約束（BeeTV）
- 離婚で女が勝つ方法（BeeTV）
- びっくり映像50選〜桃太郎も驚いた〜（BeeTV）

### ラジオ
- 鈴木おさむ 考えるラジオ（TBSラジオ）
- くじけないで（TBSラジオ）朗読 - プレシャスサンデー内。
- るみと久実の長いつきあい（HBCラジオ・ABCラジオ）
- HAND IN HAND 〜ミッドナイトパーティー〜（MBSラジオ）
- TDKトップ・オブ・ジャパン（エフエム東京）
- WAKE UP NIPPON(JFN)
- JFNニュース（JFN）
- 夜のささやき〜歌謡スーベニール（JFN）[1]
- 東京REMIX族（J-WAVE）
- 国内線機内放送「演歌チャンネル」（JAL）

## 声優

### テレビアニメ
- 週刊ストーリーランド（1999年、日本テレビ）ナレーション
- ブレンパワード（1998年、WOWOW）伊佐未直子役[4]

### OVA
- 3×3 EYES（アルマリック・グプター）